# Пролив Шокальского
Проли́в Шокальского — пролив в Северном Ледовитом океане, отделяет остров Октябрьской Революции от острова Большевик (Северная Земля). Соединяет моря Лаптевых и Карское.
Длина около 110 км. Ширина от 20 до 50 км. Глубина в основном 200—250 м. На фарватере наименьшая глубина 55 м. Берег обрывистый, покрыт ледниками (ледники Карпинского, Мушкетова, Семёнова-Тян-Шанского, Гротов, Университетский), от которых образуются айсберги. Покрыт льдом большую часть года.
В проливе располагаются острова Найдёныш, Сухой, Малыш, Матросские, Пирожок, Арнгольда, острова Кошки, Сторожевой, Береговые, Бурунные, Краснофлотские. На побережье выделяются мысы Афонина, Оловянный, (остров Октябрьской Революции) Зуб, Братьев Игнатовых, Журавлёва, Спартак, Тельмана (остров Большевик). В северо-западной части пролива находятся фьорд Марата и бухта Медвежья; в восточной части бухта Амба, фьорды Партизанский, Спартак, Тельмана. В бухту Амба впадает река Амба.
Назван в честь советского географа и картографа Юлия Михайловича Шокальского.
Пролив находится в территориальных водах Красноярского края.
Акватория пролива относится к Карскому морю.
Первые гидрологические наблюдения в проливе были выполнены в 1936 году близ полярной станции Мыс Оловянный на льду в 2 км от берега.